# Tomorrow's Children
Tomorrow's Children, conosciuto anche come The Unborn, è un film del 1934 diretto ed interpretato da Crane Wilbur.
Il film critica parzialmente la politica eugenetica praticata all'epoca negli Stati Uniti d'America. La pellicola fu ampiamente definita "immorale" e "un incentivo al crimine". È inedita in Italia.

## Trama
Alice Mason non desidera altro che sistemarsi con il suo fidanzato Jim e mettere su famiglia. Questo obiettivo crolla quando i suoi genitori sono costretti a sottoporsi alla sterilizzazione altrimenti gli verranno tolti gli assegni sociali. Alice rappresenta l'unico vero membro sano della famiglia; i suoi genitori anziani sono pigri alcolizzati e i suoi fratelli hanno disabilità fisiche e mentali o tendenze criminali. Ma le viene detto che anche lei deve essere sterilizzata, poiché la linea di sangue corrotta della loro famiglia deve finire.
I genitori di Alice accettano a malincuore l'ordine del tribunale, ma lei fugge di casa. Sfortunatamente, la polizia la cattura presto. Il suo fidanzato Jim chiede aiuto al dottor Brooks, che testimonia a nome di Alice, ma ciò non cambia la decisione della corte. Nel frattempo, un altro alleato di Alice e Jim, padre O'Brien, implora la signora Mason di riconsiderare la decisione sulla sterilizzazione. Lei rifiuta, nel disperato tentativo di continuare a ricevere assistenza economica, ma diventa così ubriaca da rivelare che Alice era una trovatella, quindi in realtà non è loro figlia e non è del loro stesso sangue. Padre O'Brien si affretta ad interrompere la procedura di sterilizzazione grazie alle nuove informazioni. Alla fine il dottor Brooks riesce a interrompere la procedura in tempo.

## Produzione
Il film fu il debutto registico nel cinema sonoro di Crane Wilbur. Le tematiche trattate erano considerate inaccettabili nell'industria cinematografica dell'epoca e non soddisfacevano gli standard dell'Association of Motion Picture Producers. Invece di essere sostenuta da questa organizzazione, la Foy Productions fu costretta a sottoporre il film agli organi di censura statali di New York, Ohio, Kansas, Pennsylvania, Virginia e Maryland.
Il film ricevette un'attenzione particolarmente negativa per gli scabrosi argomenti trattati quali l'alcolismo ereditario, la prole deforme e la sterilizzazione forzata. Il film fu approvato solo in Pennsylvania e Ohio. Poiché Tomorrow's Children ignorava deliberatamente le regole standard dell'industria, che semplicemente ignorava questi temi, trattando invece tali argomenti controversi, al film fu negato il nulla osta della censura e furono compiuti molti sforzi per ritardarne la produzione. L'associazione dei produttori fu responsabile della maggior parte degli ostacoli nel corso della lavorazione del film.
La decisione originale di vietare il film fu del censore Irwin Esmond e del dott. Frank Graves del Dipartimento Statale dell'Educazione. La Divisione d'Appello della Corte Suprema approvò la decisione di Esmond e Graves con tre voti a favore del divieto e due contrari. Anni dopo, nel 1938, la Foy Productions sollecitò la Corte d'appello degli Stati Uniti a rivalutare il divieto per Tomorrow's Children, soprattutto a New York. Frederick Crane, della Corte d'appello, fece proiettare il film insieme ad altri sei per deciderne il futuro.

## Influenza e polemiche
Il film tratta un argomento molto controverso: la sterilizzazione, ovvero la perdita della capacità di riprodursi che elimina la possibilità di genitorialità e futura prole. All’inizio del XX secolo, gli Stati Uniti erano inondati di ideali che ruotavano attorno all'eugenetica.
Nel 1927 gli Stati Uniti si dichiararono a favore delle pratiche di eugenetica. Il giudice della Corte suprema di giustizia, Oliver Wendell Holmes, scrisse: " ...la società può impedire a coloro che sono manifestamente inadatti di continuare la propria specie." Questa citazione fu in seguito utilizzata contro gli Stati 
Uniti durante il processo di Norimberga seguito alla caduta del nazismo. Poiché il film è una riflessione sui mali della società, è andato contro lo status quo e ha preso posizione. Criticare la sterilizzazione e le attività eugenetiche significava anche criticare il pensiero standard nella cultura americana dell'epoca. Il 19 agosto 1934, un mese dopo l'uscita di Tomorrow's Children, Adolf Hitler, un noto sostenitore dell'eugenetica, era diventato l'unico leader riconosciuto della Germania già da un anno e mezzo. Gli ideali di Hitler ruotavano attorno al fatto che l’umanità diventasse più pura rimuovendo le parti che riteneva indegne. Sebbene Hitler abbia iniziato le sue pratiche eugenetiche nel 1936, Foy e Wilbur sono riusciti a trasmettere lo stesso messaggio attraverso la sterilizzazione della famiglia di Diane Sinclair nel film. Possibili riferimenti al regime di Hitler nel film includono una bandiera con quello che sembra il simbolo nazista sullo sfondo durante una conversazione tra i due medici. La Foy Productions fece appello contro la licenza negata nel 1938 mentre il movimento ariano nazista stava ancora guadagnando potere, con conseguente conferma della decisione del comitato di censura cinematografica.